# مارسيلو (لاعب كرة قدم مواليد 1987)
مارسيلو (بالبرتغالية: Marcelo Rodrigues‏) هو لاعب كرة قدم برازيلي في مركز الوسط، ولد في 9 يناير 1987 في سانتا كروز دو سول في البرازيل. شارك مع منتخب البرازيل تحت 20 سنة لكرة القدم. أما مع النوادي، فقد لعب مع بورصة سبور وغريميو بورتو أليغرينزي ونادي أفاي ونادي بوا إيسبورت ونادي جوفنتودي ونادي ساو كايتانو ونادي كاشياس دو سول ويو تي أي أراد.

## وصلات خارجية
- مارسيلو (لاعب كرة قدم مواليد 1987) على موقع قاعدة بيانات كرة القدم.إي يو (الإنجليزية)
- مارسيلو (لاعب كرة قدم مواليد 1987) على موقع Soccerway.com (الإنجليزية)
- مارسيلو (لاعب كرة قدم مواليد 1987) على موقع عالم كرة القدم.نت (الإنجليزية)